# Satu Nou (Mircea Vodă)
Satu Nou es una localidad rumana de la comuna de Mircea Vodă, en el condado de Constanța.

## Historia
Hacia comienzos del siglo XX la localidad, que ya por entonces pertenecía al condado de Constanța, formaba parte de la comuna de Tortoman y tenía contabilizada una población de 299 habitantes, en su mayoría rumanos.
En la segunda mitad del siglo XX la localidad había pasado a formar parte de la comuna de Mircea Vodă. En el censo de 2021 la localidad tenía una población de 2778 habitantes.